# Bioprothèse valvulaire
Une bioprothèse valvulaire, appelée aussi valve biologique ou hétérogreffe valvulaire est une valve artificielle destinée à remplacer une valve cardiaque et fabriquée à partir de tissus animaux (prélevé dans le muscle du péricarde).
Elles ont une bonne tolérance sanguine : le sang ne coagule pas à leur contact contrairement aux valves mécaniques ; cela évite un traitement anticoagulant au long cours. Elles sont cependant moins résistantes et tendent à se dégrader, ce qui fait craindre une deuxième procédure chez les patients les plus jeunes.

## Historique
Les valves artificielles ont été développées dès le début des années 1960, dont les premières homogreffes, valves prélevées sur des cadavres humains. Ces dernières sont cependant difficilement disponibles et l'utilisation de valves animales a été freiné par des problèmes immunologiques à type de rejet (formation d'anticorps contre le tissu étranger, entraînant une dégradation rapide de ce dernier).
En 1968 est utilisée pour la première fois la glutaraldéhyde qui permet la transformation des protéines de structure de la valve artificielle en une matrice ne provoquant pas de réaction immunologique.
La première valve de ce type a donc été créée ainsi par Alain Carpentier, chirurgien français à la fin des années 1960, avec la société américaine Edwards, donnant la valve de Carpentier-Edwards. Les créateurs n'ayant pas déposé de brevet, d'autres valves de ce type naquirent rapidement. Elles étaient fabriquées essentiellement à base de tissus de porc sur une armature métallique. Leur longévité était de l'ordre de sept à huit ans.
Au début des années 1980, d'autres modèles apparaissent, toujours en porc, en bœuf également mais aussi en cheval, traité plus efficacement de manière biochimique (même si le glutaraldéhyde en reste le réactif essentiel) ce qui permet d'obtenir une longévité supérieure, pouvant dépasser dix ans.
En 2000 est posée la première bioprothèse par voie percutanée (sans ouverture du cœur), la valve étant sertie dans un ballon de valvuloplastie. Il existe deux types de bioprothèse par voie percutanée : la valve à ballonnet et la valve auto-expansive. Pour la valve à ballonnet, la valve est sertie sur un ballon que l'on gonflera lorsqu'elle sera en place afin qu'elle reprenne sa taille d'origine. Pour la valve auto-expansive, le stent (l'armature métallique sur lequel est posée la valve) est fabriqué en Nitinol, cet alliage est refroidi afin d'être serti. Une fois à la température du corps, il reprend sa forme initiale. La première application sur la valve aortique date de 2002 au CHU de Rouen. Cette technique s'est développée par la suite, essentiellement dans le traitement des rétrécissements aortiques à haut risque chirurgical.
Depuis le milieu des années 2010 sont apparues des valves dites « sutureless », autoexpansibles, ne nécessitant pas l'exérèse de la valve native et raccourcissant la durée de l'intervention.

## Indications
En France, le choix d'une valve biologique ou mécanique est au choix du patient, un choix éclairé vu avec ses praticiens, selon les risques et les désirs propres à chaque patient.
La pose de ce type de valve peut être proposé à un sujet plus jeune lorsqu'il y a une contre-indication aux anticoagulants ou par choix de ce dernier (réticence ou difficulté de la surveillance d'un traitement par prises de sang régulières).
Une autre indication reste la femme en âge de procréer, la conduite d'une grossesse sous traitement anticoagulant étant particulièrement complexe, par ses risques pour le fœtus.
En cas de nécessité d'un traitement anticoagulant (par exemple en cas de fibrillation auriculaire), le choix d'une valve mécanique et non pas biologique, s'impose.
La mise en place per-cutanée d'une valve artificielle requiert une bioprothèse.

## Dégénérescence
Les facteurs favorisant une dégénérescence d'une bioprothèse ne sont pas bien établis. L'hypercholestérolémie, le tabagisme, l'insuffisance rénale chronique et le diabète de type II semblent être des facteurs de risque d'altération de ce type de valve. Le sexe féminin est un facteur discuté,. Les bioprothèses de type « stentless » (sans armature métallique) semblent donner des dégénérescences plus tardives.

## Autres complications
Les complications thrombo-emboliques sont rares, ce qui fait l'essentiel de l'intérêt de ce type de valve. Le risque est majoré dans les trois premiers mois après la pose. L'attitude n'est pas univoque : certaines équipes instituent ainsi un traitement anticoagulant oral, d'autres simplement des antiagrégants plaquettaires (aspirine). En fait, le risque reste faible (tout au moins pour les valves aortiques) et les deux traitements semblent équivalents. L'association aspirine et anticoagulant oral diminue la probabilité de survenue d'un événement embolique tout en majorant le risque hémorragique.